# Beta-amirin 11-oksidaza
Beta-amirin 11-oksidaza (EC 1.14.13.134, ''CYP88D6'') je enzim sa sistematskim imenom beta-amirin,NADPH:kiseonik oksidoreduktaza (hidroksilacija). Ovaj enzim katalizuje sledeću hemijsku reakciju
beta-amirin + 2 O2 + 2 NADPH + 2 H+ {\displaystyle \rightleftharpoons } 11-okso-beta-amirin + 3H2O + 2 NADP+ (sveukupna reakcija)
(1a) beta-amirin + O2 + + {\displaystyle \rightleftharpoons } 11alfa-hidroksi-beta-amirin + 2O + +
(1b) 11alfa-hidroksi-beta-amirin + O2 + + {\displaystyle \rightleftharpoons } 11-okso-beta-amirin + 22O + +
Za rad ovog enzim je neophodan citohrom P450. Ovaj enzim učestvuje u biosintezi glicirhizina.

## Literatura
- Nicholas C. Price; Lewis Stevens (1999). Fundamentals of Enzymology: The Cell and Molecular Biology of Catalytic Proteins (Third изд.). USA: Oxford University Press. ISBN 019850229X.
- Eric J. Toone (2006). Advances in Enzymology and Related Areas of Molecular Biology, Protein Evolution (Volume 75 изд.). Wiley-Interscience. ISBN 0471205036.
- Branden C; Tooze J. Introduction to Protein Structure. New York, NY: Garland Publishing. ISBN 0-8153-2305-0.
- Irwin H. Segel. Enzyme Kinetics: Behavior and Analysis of Rapid Equilibrium and Steady-State Enzyme Systems (Book 44 изд.). Wiley Classics Library. ISBN 0471303097.

## Spoljašnje veze
- Beta-amyrin+11-oxidase на 